# フアン・イグナシオ・モリーナ

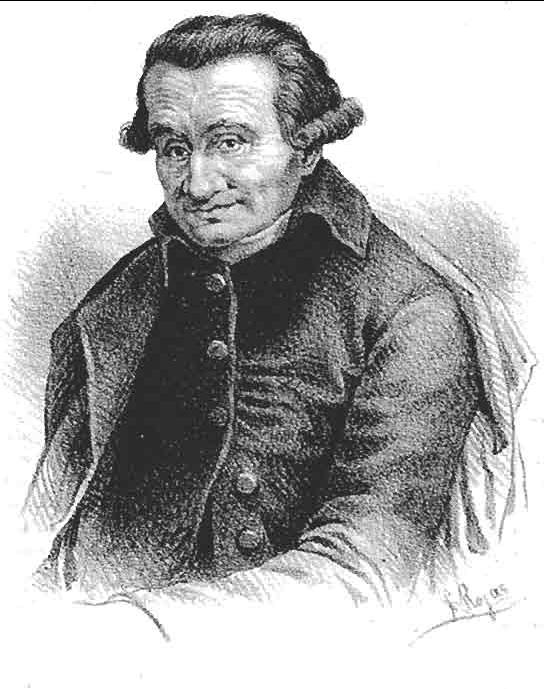

フアン・イグナシオ・モリーナ（Juan Ignacio Molina、1740年6月24日 - 1829年9月12日）は、チリのイエズス会司祭、博物学者、歴史家、植物学者、鳥類学者、哺乳類学者、そして地理学者である。
アバーテ・モリーナ、モリーナ司祭（Abate Molina）と呼ばれることも多く、イタリアではジョヴァンニ・イニャツィオ・モリーナ(Giovanni Ignazio Molina）としても知られている。

## 経歴
モリーナは、アグスティン・モリーナとフランシスカ・ゴンサレス・ブルーナ夫妻の間に、マウレ州リナレス県の都市ビジャ・アレグレ近郊の大農園で生まれた。
マウレ州の州都タルカで教育を受けた後、ビオビオ州の州都コンセプシオンのイエズス会学校で学んだ。1768年にイエズス会が追放されると、モリーナもチリから亡命を余儀なくされ、イタリアに落ち着くとボローニャ大学でギリシア語講師の職を得た。1782年に発表された「Saggio sulla Storia Naturale del Chili（チリの自然史について初めての解説）」や、多くの種について科学的な著作の功績によって、最終的に1803年に自然科学の教授となった。